# Johannes Nas
Johannes Nas (auch Nasus, Naß oder Nase; * 19. März 1534 in Eltmann; † 16. März oder 16. Mai 1590 in Innsbruck) war Franziskaner, theologischer Schriftsteller, Prediger der Gegenreformation und ab 1580 Weihbischof der Diözese Brixen.

## Leben und Wirken
Johannes Nas wurde 1534 in eine mit dem Protestantismus sympathisierende Familie im fränkischen Eltmann geboren. Sein Vater Valentin starb früh, seine Mutter Magdalena (geb. Schumacher oder Schumann) hing möglicherweise dem damals aufkommenden lutherischen Glauben an, nach anderen Quellen wurde er christkatholisch erzogen. Ab 1546 absolvierte er eine Schneiderlehre in Bamberg, an die sich eine Zeit der Wanderschaft durch Nürnberg, Augsburg, München und Regensburg als Kleiderhändler und Schneider anschloss. Während seines Aufenthaltes in Nürnberg 1549/50 besuchte er lutherische Gottesdienste.
Nach eigenem Bekunden soll ihn die Lektüre des Buches Von der Nachfolge Christi von Thomas von Kempen zum Eintritt in das Franziskanerkloster in München 1552 bewegt haben, das zur Bayerischen Kustodie der Straßburger Franziskanerprovinz gehörte. Nach der Ablegung des Ordensgelübdes 1553 bis zur Priesterweihe 1557 übte er hier als Laienbruder sein erlerntes Handwerk aus. Seine im Kloster erworbenen Latein- und Theologiekenntnisse erweiterte er ab 1559 beim Besuch theologischer Vorlesungen an der Universität Ingolstadt, ab 1560 war er in Ingolstadt Konventsprediger. In den nachfolgenden Jahren entwickelte er sich zu einem erfolgreichen Prediger, seinem Wirken 1566 in Straubing wird der Verbleib der Stadt beim katholischen Glauben zugeschrieben.
Sein Hauptwerk als gegenreformatorischer Schriftsteller stellen die sechsbändigen Centurien dar, welche zu Beginn (Centuria prima, 1565) als Antwort auf eine Schmähschrift des Neuburger Hofpredigers Hieronymus Rauscher verstanden werden können, die sich jedoch weit über dessen Tod 1569 hinaus zu einem von derber Sprache und Polemik gekennzeichneten Schlagabtausch mit den Anhängern Luthers entwickelten. Nas verfasste während seiner Ingolstädter Zeit zudem einen Katechismus und kleinere didaktische Schriften, den Großteil seines umfangreichen Nachlasses machen jedoch die Drucke seiner gesammelten Predigten aus. Es ist von ihm auch eine kurze handschriftliche Autobiographie aus dem Jahr 1580 erhalten geblieben, die Nas – vermutlich anlässlich seiner Bischofsweihe – in seinem Gebetsbüchlein aus Pergament niederschrieb.
1571 weilte Nas als Teilnehmer des Generalkapitels der Franziskaner in Rom, im selben Jahr wurde er zum Domprediger in Brixen ernannt. 1572 holte ihn Erzherzog Ferdinand II. als Hofprediger nach Innsbruck, und 1580 wurde er zum Titularbischof von Belline und zum Weihbischof von Brixen ernannt. Er unternahm in dieser Funktion zahlreiche Pastoralreisen, 1582 wurde er von Fürstbischof Johann Thomas von Spaur mit der Visitation der Diözese beauftragt.
Johannes Nas starb entweder am 16. März oder am 16. Mai 1590 in Innsbruck und wurde in der Kapelle des dortigen Franziskanerklosters beigesetzt. Nach der Aufhebung des Klosters durch Kaiser Joseph II. im Jahre 1785 und der Überführung der Gebeine in die Jesuitenkirche befindet sich Nas’ Grab seit 1842 als deren einziges Bischofsgrab in der Hofkirche.

## Ehrungen

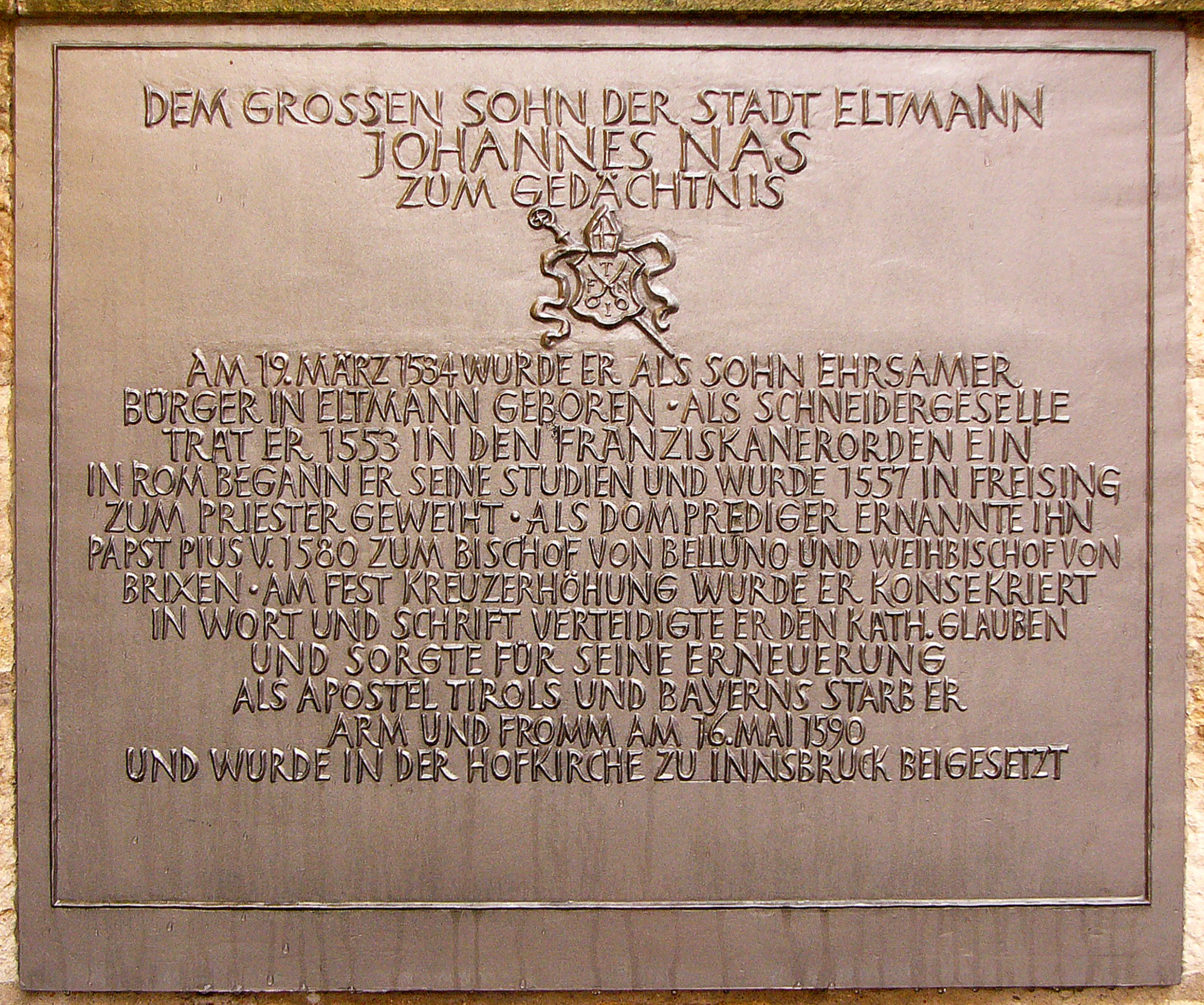
Gedenktafel an der Mauer des Pfarramtes in Eltmann

In seinem Geburtsort Eltmann wurde die Gasse östlich der Pfarrkirche St. Michael und Johannes der Täufer Johannes-Nas-Platz benannt.

## Werke (Auswahl)
- 1566: Drey Geschrifftfester heiliger Catholischer Predigen. Weißenhorn, Ingolstadt.
- 1567: Catechismus. Ingolstadt.
- 1567: Das Antipapistisch eins und hundert Außerleßner, gewiser, Evangelischer warhait, bey wölchen (als bey den früchten der Baum) die reyn lehr soll und muß erkan[n]t werden. Weißenhorn, Ingolstadt.
- 1568: Sihe wie das ellend Lutherthumb, durch seine aigne verfechter, gemartert, Anatomiert, gemetzget, zerhackt, zerschnitten, gesotten, gebraten, und letztlich gantz auffgefressen wirdt. Weißenhorn, Ingolstadt.
- 1568: Secunda Centuria, Das ist Das ander Hundert der Evangelische[n] warheit. Weißenhorn, Ingolstadt.
- 1569: Tertia Centvria, Das ist, Das dritte Hundert, der gedoppelten Euangelosen warheit, betreffendt. D. Luthers lehr vnd dolmetschung der Bibel. Weißenhorn, Ingolstadt.
- 1570: Quarta Centuria, Das ist, Das vierdt hundert der vierfach Evangelischen warheit. Weißenhorn, Ingolstadt.
- 1570: Qvinta Centvria, Das ist Das fünfft Hundert der Euangelischen warheit. Weißenhorn, Ingolstadt.
- 1574: Sextae Centvriae Prodromvs, Das ist, Ein Vortrab vnd Morgengab, deß sechste[n] hunderts Eua[n]geloser warheit. Weißenhorn, Ingolstadt.